# Lucky Jack.tv
Lucky Jack.tv est une chaîne de télévision émettant à partir du Luxembourg, consacrée au poker et aux jeux en ligne de type paris sportifs créée en septembre 2010. Elle appartient à Mediawan Thematics via sa filiale Mediawan LUX S.A..
Pendant le confinement dû à la pandémie de Covid 19, la chaîne a été renommée #ÀLaMaison.

## Histoire de la chaîne
La chaîne Lucky Jack.tv a été créée par le Groupe AB, et fut lancée officiellement le 26 septembre 2010 à la télévision en même temps que sa consœur Golf Channel.
Lors de la pandémie de Covid-19, Mediawan s'est associé à Brut, le CNC, France Télévisions, Gaumont, M6, Pathé Films, La Fondation Jérôme Seydoux-Pathé, le Groupe TF1, UGC Images et 2P2L pour proposer la chaîne événementielle #ÀLaMaison. Elle a repris le canal de Lucky Jack.tv le 6 avril 2020 à 7 h. Lucky Jack.tv reprend la diffusion de ses programmes le 8 juillet 2020,.

## Identité visuelle

### Logos

Logo de Lucky Jack.tv depuis 26 septembre 2010
Logo de #ÀLaMaison du 6 avril 2020 à 7 h au 8 juillet 2020

### Slogans
- Depuis le 26 septembre 2010 : « La chaîne 100 % Jeu »

## Diffusion
Elle est diffusée sur les bouquets ADSL de Bouygues, Free, Orange et SFR.
Elle est également diffusée par satellite et disponible dans l'abonnement Bis-TV moyennant l'utilisation d'un récepteur MPEG-4 et d'un module Viaccess type ACS3.0.

## Programmes

### Émissions
La chaîne diffuse des émissions sur le thème du Poker, des jeux et des paris sportifs en ligne :
- Learn from the Pros (en)
- Pro-Am Poker Equalizer
- Jackpot TV : Jouez devant votre TV comme au Casino

Elle diffuse également de nombreux tournois de Poker :
- European Poker Tour
- World Series Of Poker
- World Poker Tour
- National Heads Up Poker Championship
- Poker After Dark
- Head's up Poker : le Face à Face
- Degree Poker Championship

Ainsi qu'une série télévisée, Drôle de Poker, avec Arsène Mosca, Alain Bouzigues et Florent Peyre.